# 田子春
田生（?—?），字子春。西汉吕后时齐国（治今山东淄博市临淄区）人，策士。
田生出游在外，缺少旅费，于是向营陵侯刘泽献计画策，来求旅费。刘泽给了田生二百斤黄金。田生得金回齐。第二年，田生到长安，不见刘泽，让儿子求见被吕后宠幸的大谒者张子卿（宦官张泽）。几个月後，田生的儿子请张卿到家中做客，准备酒宴。请他迎合吕后，策动大臣请立吕产为吕王，太后赐给张卿黄金千斤，张卿把其中的一半送给田生。田生没有受金，趁机劝说张卿，吕产被封王，大臣还有不服。立刘氏宗族营陵侯刘泽为王，吕氏宗族的王位就会更加巩固。张卿进宫禀告，太后于是封营陵侯刘泽为琅邪王。刘泽与田生前往封地。田生劝刘泽快走，不要停留。刚出函谷关，吕氏派人追赶阻拦。刘泽已经出关，阻拦的人只好回去。